# Il dottor Antonio (film, 1937)
Pour les articles homonymes, voir Il dottor Antonio.
Pour plus de détails, voir Fiche technique et Distribution.
Il dottor Antonio est un film italien réalisé par Enrico Guazzoni, sorti en 1937.

## Synopsis
Adaptation du roman Il dottor Antonio de Giovanni Ruffini, publié en 1855, qui visait à susciter la sympathie de l'Angleterre et de la France pour le sort de l'Italie de l'époque du Risorgimento.

## Fiche technique
- Titre original : Il dottor Antonio
- Titre français : Il dottor Antonio
- Réalisation : Enrico Guazzoni
- Scénario : Enrico Guazzoni, d'après le roman de Giovanni Ruffini
- Photographie :
- Montage :
- Musique : Giovanni Fusco
- Direction artistique : Gherardo Gherardi
- Producteur :
- Société de production : Manderfilm
- Pays de production :  Royaume d'Italie
- Format : Noir et blanc ; 35 mm ; 1.37 : 1 ; Son : Mono
- Genre : Film dramatique
- Durée : 98 minutes
- Dates de sortie :
  - Royaume d'Italie : 1937
  - États-Unis : 6 décembre 1939

## Distribution
- Ennio Cerlesi : Il Dottor Antonio
- Maria Gambarelli : Miss Lucy
- Lamberto Picasso : Sir John Davenne
- Tina Zucchi : Speranza
- Vinicio Sofia : Turi
- Mino Doro : Prospero
- Margherita Bagni : Miss Elizabeth
- Claudio Ermelli (it) : Tom
- Luigi Pavese : Aubrey
- Giannina Chiantoni (it) : Rosa
- Romolo Costa : Hasting
- Augusto Di Giovanni (it) : Ferdinand II de Naples
- Guido Celano : Domenico Morelli
- Enzo Biliotti : Carlo Poerio
- Alfredo Menichelli (it) : Luigi Settembrini
- Massimo Pianforini : Lord Cleverton
- Rocco D'Assunta (it) : Michele Pironti
- Vittorio Bianchi : Il dottore Stage
- Alfredo Robert (it) : le général Nunziante
- Enzo De Felice : Romeo
- Olinto Cristina (it) : l'ambassadeur anglais
- Giuseppe Duse : un officiel de la cour des Bourbons
- Achille Majeroni (it) : l'avocat de l'accusé
- Giovanni Onorato : un orateur sur la place
- Aristide Garbini : un conspirateur
- Pietro Tordi : l'autre conspirateur